# Kviszkálsav
A kviszkálsav piszkosfehér szilárd anyag (op. 185–187°C). A természetben is előfordul a Quisqualis nemzetséghez (nyálkafafélék családja, mirtuszvirágúak rendje) tartozó növények magvaiban, és a kerti muskátli (Pelargonium x hortorum) virágának szirmában.
A glutaminsav kétfajta receptorának is agonistája: az I-es típusú metabotróp, és az (ionotróp) AMPA-receptornak. Az utóbbit eredetileg kviszkalát-receptornak nevezték, amíg ki nem derült, hogy az AMPA sokkal szelektívebb nála.
A kviszkálsav excitotoxikus (idegsejteket károsító) hatású. Kutatásokban az agy és a gerincvelő neuronjainak szelektív elpusztítására használják.

## Fordítás
- Ez a szócikk részben vagy egészben  a   Quisqualic acid című angol Wikipédia-szócikk fordításán alapul.  Az eredeti cikk szerkesztőit annak laptörténete sorolja fel. Ez a jelzés csupán a megfogalmazás eredetét és a szerzői jogokat jelzi, nem szolgál a cikkben szereplő információk forrásmegjelöléseként.